# Радиолокационный дозор

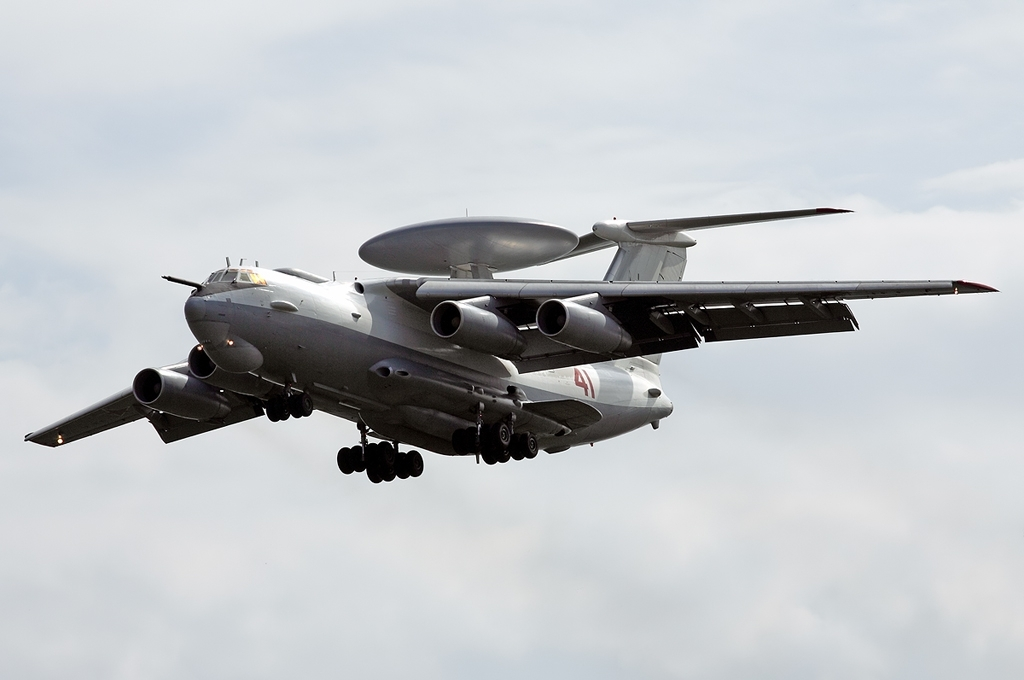
А-50 — самолет дальнего радиолокационного обнаружения и управления ВВС России, 2011 год.

Радиолокационный дозор (сокращенно РЛДоз) — корабль (судно, катер) или самолёт (вертолет, беспилотный летательный аппарат) или машина с мощной радиолокационной станцией (РЛС, радар), использующие увеличенную дальность обнаружения целей радиолокационными станциями по сравнению с оптическими и другими средствами для раннего обнаружения противника на направлении (в секторе) вероятных действий воздушного (надводного, наземного) противника, обеспечения действий своей авиации, по маршруту движения конвоя или корабельного отряда, или для решения других задач. Радиолокационный дозор предназначен для радиолокационной разведки (англ. Radar Intelligence (RADINT)) воздушного (надводного, наземного) противника.

## История
Корабль в качестве радиолокационного дозора впервые применён в начале Великой Отечественной войны на Черноморском флоте в районе Севастополя. Опытная РЛС Редут-К была установлена на крейсере «Молотов». С 22 июня по 1 ноября 1941 года крейсер базировался в Севастополе, участвуя в ПВО Черноморского флота. 24 июня установлена телефонная связь между кораблём, штабом флота и командным пунктом ПВО, благодаря которой данные станции «Редут-К» сообщались в штаб флота по кабелю. Станция работала иногда по 20 часов в сутки, но ни разу не выходила из строя. В судовом журнале крейсера записано:
Все попытки противника произвести внезапный налет на базу стоянки крейсера не имели успеха благодаря бдительности личного состава РЛС, заблаговременно предупреждавшего ПВО базы об обнаружении самолетов противника со временем, достаточным для приведения в готовность средств ПВО — истребительной авиации и зенитной артиллерии.
С августа 1942 года и по конец 1943 года, в связи с повреждением «Молотова», РЛС работала в Поти в качестве берегового поста наблюдения. С 1 июля 1941 по 18 декабря 1943 года «Редут-К» за 1269 включений обнаружил 9383 самолёта. Командир отряда лёгких сил Черноморского флота Басистый Н. Е. в воспоминаниях упоминает «Редут-К»:
Но несмотря на известное несовершенство, «Редут-К» принёс немалую пользу флоту. Крейсер «Молотов» не раз заблаговременно оповещал корабли в Севастополе и других базах о приближении самолётов противника. Мы не зря гордились этой технической новинкой.
Массово корабли радиолокационного дозора впервые применены во Второй мировой войне в военно-морских силах США (ВМС США), чтобы помочь союзникам подойти к Японии. Количество радиолокационных дозоров значительно увеличено после первого большого участия японских самолётов-камикадзе в октябре 1944 года в сражении в заливе Лейте. В первую очередь в радиолокационных дозорах, с некоторыми изменениями, применены эскадренные миноносцы типов «Флетчер» и «Аллен М. Самнер». Позже на них установлены дополнительные радары и средства наведения истребителей, вместе с более мощным зенитным вооружением малого калибра для самообороны, как правило, жертвуя торпедными аппаратами, чтобы освободить место для нового вооружения, особенно для радаров обнаружения целей на больших высотах. Развёртываемые на расстоянии от своих сил, которые должны были быть предупреждены с вероятных направлений атак японцев, радиолокационные дозоры кораблей на направлениях ближайших японских аэродромов. Так они обычно из судов первыми обнаруживали подходящие группы камикадзе и часто были ими атакованы с тяжёлыми последствиями.
Наибольшее количество англо-американских корабельных радиолокационных дозоров было в битве за Окинаву. Из 15 РЛС радиолокационного дозора вокруг Окинавы было создано кольцо, чтобы перехватить все возможные подходы к острову и к союзному флоту у острова. Из 101 эскаденных миноносцев, назначенных для радиолокационного дозора, от атак камикадзе 10 потоплены и 32 повреждены. На 88 LCS(L) назначеных пикет станции 2 потоплены и 11 повреждены камикадзе, а из 11 LSM(R) три потопленных и два повреждённых.

### Немецкие и японские Второй мировой войны
С 1943 года в Кригсмарине (германский военно-морской флот Третьего рейха) действовало несколько судов наведения ночных истребителей с РЛС обнаружения (Nachtjagdleitschiffe), в том числе второе судно наведения ночных истребителей NJL Togo, которое было с РЛС обнаружения FuMG А1 (Фрейя), с радаром наведения Вюрцбург-Ризе и с оборудованием связи с ночными истребителями. С октября 1943 года NJL Togo в Балтийском море в оперативном подчинении Люфтваффе (германских военно-воздушных сил 1930-х — 40-х годов). В марте 1944 года оно прибыло в Финский залив, чтобы обеспечить прикрытия Таллина и Хельсинки ночной истребительной авиацией, после трёх сильных советских бомбардировок Хельсинки. Кроме того, императорский флот Японии второй мировой войны в первой половине 1945 года немного изменил две подводные лодки типа ha-101 (Sen-Yuso-Sho) для использования как средство радиолокационного обнаружения, но в июне 1945 года снова изменил их в ещё более важные подводные лодки-танкеры.

## Время холодной войны

### Вооружённые силы США

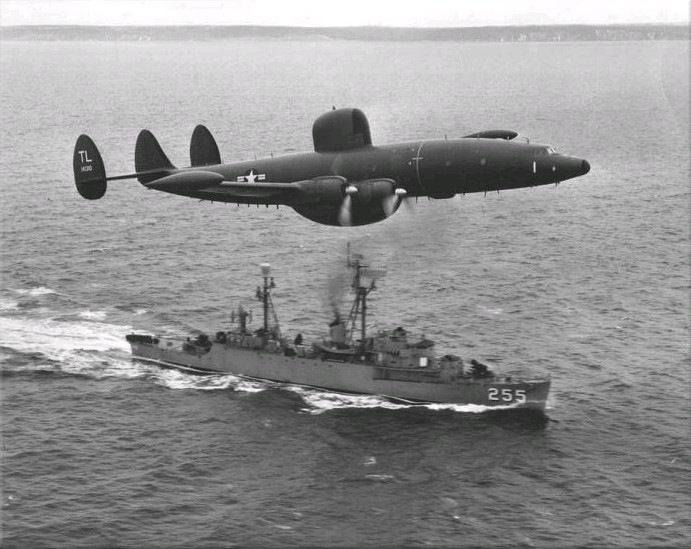
EC-121 Warning Star (WV-2) и эскортный эсминец радиолокационного дозора Sellstrom в 1957 году на Атлантическом барьере у Ньюфаундленда

Во время холодной войны военно-морские силы США расширили использование средств радиолокационного дозора. Сохранены эсминцы радиолокационного дозора военного времени и в 1946—1955 годах переоборудованы и построены дополнительные корабли радиолокационного дозора — эскортные эсминцы и подводные лодки. Замысел был в том, чтобы каждый авианосец имел для раннего предупреждения о угрозе советских противокорабельных ракет развёрнутые вокруг него корабли радиолокационного дозора.
Из 26 переоборудованых в начале 1950-х годов в корабли радиолокационного дозора — девять эсминцев типа «Гиринг». В 1954—1958 годах в корабли радиолокационного дозора переоборудовано ещё 12 эсминцев. Десять из них переоборудовано из дизельных эскортных эсминцев, которые в море выносливее, чем паровые.
Сравнительно медленные эскортные эсминцы с кораблями радиолокационного дозора типа Гардиан (Guardian) (преобразованными транспортами типа «Либерти») и самолётами EC-121 Warning Star (WV-2) продлили линии дальнего раннего предупреждения (Distant Early Warning Line — DEW Line) в Северной Атлантике и северной части Тихого океана, чтобы предупредить о возможных атаках советских бомбардировщиков с значительно возросшими скоростями и дальностями применения ракет. Эти средства сформировали два барьера, использовавшиеся в 1955-1965 годах, и известные как BarАnt и BarPac (барьеры Атлантики и Тихого океанов). Самолеты патрулировали линии от базы ВМС на Ньюфаундленде до Азорских островов в Атлантике, и Мидуэй до острова Адак у Аляска в Тихом океане. Также у этих линий несли радиолокационный дозор эскортные эсминцы. Корабли радиолокационного дозора типа Guardian (Гардиан) подкрепляли внешние барьеры с баз радиолокационного дозора в 400—500 км от каждого берега. У берегов Новой Англии были и три морские радиолокационные станции на платформах.
Большие потери у Окинавы породили подводную лодку радиолокационного дозора, которая, когда её атакуют, может нырять. Две подводные лодки элементарно преобразованы в радиолокационные во время войны, а в 1946 году — два более масштабных переоборудования. Радиолокационное оборудование этих дизельных подводных лодок вместо торпед и торпедных труб в торпедным отсеках. К 1953 году 10 подводных лодок преобразованы в радиолокационные подводные лодки (SSR), с РЛС, называемые Migraine I, II, and III (мигрень I, II, и III), самые масштабные преобразования — добавление 24-метрового отсека для расширения боевого информационного центра (БИЦ). В 1956 году две большие, специально построенные дизельные SSR на парусник класса были сданы в эксплуатацию. Они были рассчитаны на высокую скорость у для сопровождения до авианосных групп. Но SSR не прижилась в этой миссии. Их максимальная скорость всплытия в 21 узел была слишком медленной, чтобы эффективно работать с перевозчиком группы, хотя это было достаточно для десантных операций группы. Считалось, что ядерная энергетика позволит решить эту проблему. Самая большая, самая способная и самая дорогая подводная лодка радиолокационного дозора — атомный авианосец Тритон (типа ssrn-586), введён в эксплуатацию в 1959 году. Самая длинная подводная лодка, построенная в США до Огайо, класс Трайдент ракета подводных лодок 1980-х, Тритон’ы двух реакторов, что позволило ей превысить 30 узлов на поверхности.

## Современность
Радиолокационный дозор в Вооружённых Силах Российской Федерации
Радиолокационный дозор в Вооружённых Силах Российской Федерации — корабль (судно, катер) или самолёт (вертолет, беспилотный летательный аппарат) с мощной радиолокационной станцией, использующие увеличенную дальность обнаружения целей радиолокационными станциями по сравнению с оптическими и другими средствами, выдвинутый для радиолокационной разведки на направлении или в секторе наиболее вероятного полёта (прохода) воздушного (надводного) противника или навигационного обеспечения действий своей авиации, по маршруту движения конвоя или корабельного отряда или для решения других задач. Предназначен для радиолокационной разведки воздушного (надводного) противника или для обеспечения действий своих сил.
В Сухопутных войсках Вооружённых Сил Российской Федерации термин при именовании органов разведки не используется.
В Сухопутных войсках для радиолокационной разведки до недавнего времени (автор/ы статьи[какой?] точно не знают о этом на текущий момент, так как официальные данные, по понятным причинам, в большинстве для служебного пользования или засекречены и за их разглашение предусмотрена ответственность вплоть до уголовной, а полагаться на неофициальные источники в основном не хотят, так как те, в преобладании, с разным количеством ошибок и неточностей, иногда доходящие до уровня баек и сказок) использовались подразделения радиолокационной разведки, входившие в разведывательные органы (отделение наблюдения разведроты мотострелкового или танкового полка могло входить в разведывательный отряд или разведывательный дозор).